# Shirō Aibara
Shirō Aibara (相原 四郎), né le 2 août 1880 à Matsuyama au Japon et décédé des suites d'un accident d'avion expérimental à l'âge de 30 ans le 8 janvier 1911 à Berlin, est un lieutenant-général de la marine impériale japonaise. Pionnier de l'aéronautique dans son pays, il est considéré comme le premier Japonais victime de l'aviation. 
Durant son service, il se passionne pour l'aviation et collabore avec le Français Yves Le Prieur, attaché militaire à Tokyo, et Tanakadate Aikitsu, professeur à l'université impériale de Tokyo, pour développer un planeur. Cet appareil avait une armature en bambou recouvert de tissu blanc et les différentes parties étaient reliées avec des plaques d'étain. Le premier vol habité a lieu le 5 décembre 1909 à Tokyo. À cette occasion, comme la voiture prévue pour cela était en panne, beaucoup d'étudiants tiraient l'avion avec des cordes et couraient le plus vite possible pour le faire s'envoyer. Il vola sur une distance de 15 mètres et à une hauteur de 3,6 mètres avant d'atterrir en douceur.
En mars 1910, il est envoyé étudier en Allemagne à l'observatoire d'aéronautique royal de Prusse à Lindenberg près de Berlin. En janvier 1911, il se blesse mortellement durant un essai de vol.

## Liens externes

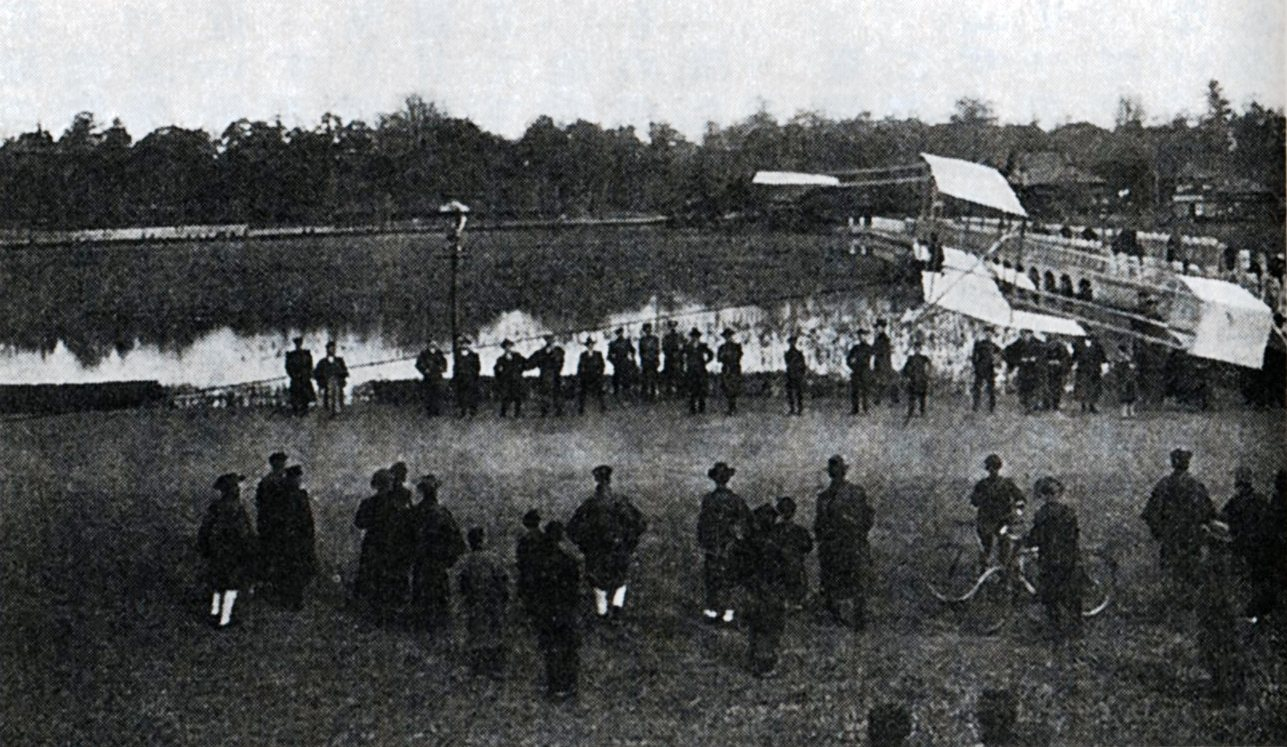
L'essai du 5 décembre 1909.